# نتالي موراليس (ممثلة)
نتالي موراليس (بالإنجليزية: Natalie Morales)‏ وهي ممثلة أمريكية ولدت في يوم 15 فبراير 1985 في مدينة ميامي في الولايات المتحدة مثلت في مسلسل ذا مدلمان والذي عرض في قناة إي بي سي للعائلة، مثلت في فلم وول ستريت: المال لا ينام أبداً وفي فلم إستمرار حتى النهاية.

## روابط خارجية
- نتالي موراليس على موقع IMDb (الإنجليزية)
- نتالي موراليس على موقع ميتاكريتيك (الإنجليزية)
- نتالي موراليس على موقع روتن توميتوز (الإنجليزية)
- نتالي موراليس على موقع ألو سيني (الفرنسية)
- نتالي موراليس على موقع أول موفي (الإنجليزية)
- نتالي موراليس على موقع قاعدة بيانات الأفلام السويدية (السويدية)
- نتالي موراليس على موقع أول ميوزيك (الإنجليزية)
- نتالي موراليس على موقع ديسكوغز (الإنجليزية)
- نتالي موراليس على موقع قاعدة بيانات الفيلم (الإنجليزية)
- نتالي موراليس على موقع كينوبويسك (الروسية)